# Stazione di Rovereto-San Vito-Medelana
A Stazione di Rovereto-San Vito-Medelana vasútállomás Olaszországban, Ostellato településen található.

## Vasútvonalak
Az állomást az alábbi vasútvonalak érintik:
- Ferrara–Codigoro-vasútvonal

## Kapcsolódó állomások
A vasútállomáshoz az alábbi állomások vannak a legközelebb:
- Stazione di Dogato (Stazione di Codigoro, Ferrara–Codigoro-vasútvonal)
- Tresigallo-Correggi railway station (Stazione di Ferrara, Ferrara–Codigoro-vasútvonal)